# Order Trupiej Głowy
Order Trupiej Głowy (Herzoglich Württemberg-Oelssische Ritterorden vom Todtenkopf) – odznaczenie i zakon kontemplacyjny w księstwie oleśnickim na Dolnym Śląsku i później w Księstwie Saksonia-Merseburg.
Ufundował go w roku 1652 książę Sylwiusz Nimrod, pierwszy władca Oleśnicy z dynastii wirtembersko-oleśnickiej. Książę Sylwiusz, który w roku 1649 powołał śląskiego mistyka Johannesa Schefflera, zwanego Angelus Silesius (Anioł Ślązak) na swój zamek jako nadwornego lekarza, był pod wpływem mistyków i śląskich Różokrzyżowców, którzy mieli swój główny ośrodek w Ludwigsdorf (ob. Bystre) nieopodal Oleśnicy, majątku ich przywódcy Abrahama von Franckenberga.
Rycerze i damy (wyjątkowo jak na owe czasy dopuszczono niewiasty do zakonu) poświęcać się mieli kontemplacji nad „tajemnicami Boga i Przyrody” i sensem życia w myśl maksymy Memento mori.
Insygnia zakonne składały się z czarnego krzyża kawalerskiego z umocowaną u dołu srebrną lub emaliowaną na biało trupią czaszką, a u góry przymocowanego do krzyża greckiego wysadzanego pięcioma dużymi klejnotami. Odznakę orderu wieszano na szyi na wstędze białej, czarnej lub czarnej z białymi brzegami, z wyhaftowanym srebrnym napisem Memento mori. Dodatkowym insygnium był srebrny pierścień z trupią czaszką, noszony na lewej ręce.
Zakon wygasł wraz ze śmiercią księcia Sylwiusza w roku 1664. Odnowiła go jego wnuczka Luiza Elżbieta ks. Saksonii-Merseburga w roku 1709 jako order kobiecy. Wygasł ostatecznie w pierwszej połowie XVIII wieku.